# 一山区
一山区（イルサンく）は、大韓民国京畿道高陽市にかつて存在した行政区画。1996年3月1日、一山ニュータウンを含む地域に設置された。
2005年5月16日、一山東区と一山西区の2区に分割され消滅した。